# Sphaerostephanos muluensis
Sphaerostephanos muluensis är en kärrbräkenväxtart som beskrevs av Holtt. Sphaerostephanos muluensis ingår i släktet Sphaerostephanos och familjen Thelypteridaceae. Inga underarter finns listade.